# Sexteto de música
Un sexteto en música es una agrupación de seis instrumentistas o intérpretes vocales. Esta denominación también se aplica a una pieza musical escrita para ser interpretada por un conjunto de estas características.

## Sexteto como agrupación musical

### Tango
En la década de 1920 se conformó la orquesta típica de tango, inventada originalmente por Julio de Caro y consolidada principalmente en forma de sexteto con la siguiente integración: piano, dos bandoneones, dos violines y contrabajo.
Algunos sextetos de tango destacables son: el Sexteto Tango, Sexteto Mayor, Raúl Garello Sexteto, Sexteto Mionguero,

### Son y salsa
En la década de 1920 el sexteto fue la formación habitual para interpretar el son. Estaba integrado por tres guitarras, un contrabajo o marímbula, bongos, maracas y claves.
Algunos sextetos de salsa destacables son: Sexteto Habanero, Sexteto Juventud, Príncipe y su Sexteto.

### Música popular urbana
En la música de jazz el sexteto usualmente está integrado por una base de batería, bajo, y piano, así como combinaciones variadas de los siguientes instrumentos: guitarra, trompeta, saxofón, clarinete y trombón.
Algunos sextetos de jazz destacables son: el sexteto de Charles Mingus, el sexteto de Gerry Mulligan.
En la música rock y heavy metal un sexteto suele incluir un vocalista principal, dos guitarristas, un bajista, un baterista y un teclista.
Algunos sextetos destacables en el ámbito de la música popular urbana, que abarca géneros como música pop, rock, heavy metal, hip hop, etc., son:
- The Allman Brothers Band
- Bleeding Through
- Chimaira
- Cradle of Filth
- Dark Tranquillity (desde 1998)
- Despised Icon
- The Devil Wears Prada
- Dimmu Borgir
- The Doobie Brothers
- DragonForce
- Foreigner
- Grandmaster Flash and the Furious Five
- Guns N' Roses (1990-1998)
- Ill Niño
- INXS
- Iron Maiden (desde 1999)
- Jefferson Airplane
- Kansas
- King Crimson
- King Diamond (desde 2003)
- Lacuna Coil
- Leaves' Eyes
- Linkin Park
- Mink DeVille
- Neurosis
- Procol Harum
- Pussycat Dolls (2003-2008)
- Rammstein
- Soilwork
- Styx
- Underoath
- Whitechapel
- Whitesnake

Otros sextetos destacables:
- Les Luthiers, música humorística
- Sexteto de Paco de Lucía, música flamenca.[4]

## Sexteto como pieza musical

### Música clásica
En música clásica sobresalen las siguientes piezas compuestas para este tipo de agrupación:
- Gaetano Donizetti: Sexteto para soprano, mezzosoprano, 2 tenores, barítono y bajo del acto II de la ópera Lucia di Lammermoor (1835).[5] Fue parodiado por Los tres chiflados.
- Ernő Dohnányi: Sexteto para clarinete, trompa, trío de cuerda y piano, op. 37 (1935).
- Krzysztof Penderecki: Sexteto para clarinete, trompa, trío de cuerda y piano (2000).